# География на Тайланд
Тайланд (до 1939 г. Сиам) е държава в Югоизточна Азия, заемаща централните части на полуостров Индокитай и северните части на полуостров Малака. Площ 513 120 km². Население на 1 януари 2021 г. 69 950 850 души. Столица град Банкок.

## Географско положение, граници, големина
Тайланд е държава в северозападната част на Югоизточна Азия, заемаща централните части на полуостров Индокитай и северните части на полуостров Малака. На юг се мие от водите на Тайландския залив на Южнокитайско море (дължина на бреговата линия 1874 km), а на югозапад – от водите на Андаманско море (739 km). Обща дължина на бреговата линия 2613 km. Бреговете на страната са предимно ниски, често заблатени, а по западното крайбрежие на полуостров Малака има многочислени риасови заливи и естуари. Тайланд има и множество острови, като най-големи са Пукет (543 km²), Ко Самуи (229 km²), Чанг (215 km²), Кут (131 km²), Пханган (125 km²), архипелага Симилан (140 km²) и др. На запад Тайланд граничи с Мианмар (дължина на границата 2115 km), на североизток и изток – с Лаос (1635 km), на югоизток – с Камбоджа (720 km) и на юг – с Малайзия (420 km). Обща дължина на границите (само сухоземни) 4890 km. Преобладаващата част от границите ѝ преминават през нископланински райони, а на запад и изток части от границите ѝ с Мианмар и Лаос са речни. Дължина от север на юг 1620 km, ширина от запад на изток до 810 km. В тези си граници заема площ от 513 120 km².
Крайни точки:
- на север – провинция Чианг Рай, граница с Мианмар, десен бряг на река Саи 20°27’54” с.ш.
- на юг – провинция Яла, граница с Малайзия 5°36’47” с.ш.
- на запад – провинция Мае Хонг Сон, граница с Мианмар, ляв бряг на река Салуин 97°20’41” и.д.
- на изток – провинция Убон Ратчатани, граници с Лаос, десен бряг на река Меконг 105°38’09” и.д.

## Природа

### Релеф
Над половината от територията на Тайланд е заета от ниски равнини (в т.ч. Менамската низина), а почти цялата останала част на страната (основно на север и запад) – от планини Кхунтхан (2024 m), Танентаунджи (1964 m), Дайлаунг (2114 m), Пхетчабун (2320 m), Филанан и др. с максимална височина връх Интханон 2576 m. Всички те имат предимно меридионално направление и продължават на юг, на полуостров Малака – хребетите Билау (1337 m), Пукет (1465 m), Луанг (1793 m). На югоизток, покрай границата с Камбоджа се простира планината Краван (1668 m). Източната част на Тайланд се заема от обширното плато Корат, постепенно повишаващо се на юг (възвишението Дангрек 696 m), югозапад (възвишението Санкампхенг 953 m), запад (планината Донгпхраяфай 1550 m) и север (възвишението Пхупхан (663 m) от 150 до 500 m и повече.

### Геоложки строеж, полезни изкопаеми
Планинските системи на Тайланд на север, запад и юг се отнасят към палеозойската нагъната област на Южна Азия, активизирала се през мезозоя. Те са изградени от палеозойски и триаски шисти, пясъчници, варовици и ефузиви, включващи в себе си големи гранитни тела. Платото Корат на изток е изградено от полегато залягащи мезозойски пясъчници. Под Менамската низина и под шелфа на Тайландския залив е разположена тектонска падина, запълнена с рохкави кайнозойски наслаги с мощност от 5 – 7 km. За повече подробности виж раздела Геоложки строеж в статията за полуостров Индокитай.
Тайланд заема 2-ро място в света (след Индонезия) по общи запаси на калай (1220 хил. т), находищата на които са свързани с мезозойските гранити. Към тях са привързани също находищата на волфрамови руди (20 хил. т). Палеозойските структури вкючват находища на антимон, флуорит, олово, цинк, барит, железни и манганови руди. Има находища на рубини и сапфири (на запад), кафяви въглища (на п-ов Малака и на север), каменна (на п-ов Малака и в района на Банкок) и калиева сол (плато Корат), нефт (на запад и юг). През последните години започва разработването на находища на нефт в шелфа на Тайландския залив.

### Климат
Климатът на Тайланд е субекваториален, мусонен. Средната температура на въздуха в равнинните и предпланински райони се колебае от 22 до 29°С (най-топлият месец е май); на полуостров Малака – 27 – 29°С, а в планините на север през зимата температурите се понижават до 10 – 15°С. В северните и централни райони на страната се обособяват 3 сезона – топъл и сух през зимата, горещ и сух през пролетта, горещ и влажен през лятото и есента. На полуостров Малака има 2 сезона – по-влажен през лятото и по-малко влажен през зимата. През лятото и есента често явление са тропическите урагани (тайфуни). Годишната сума на валежите в Менамската низина са над 1000 mm, на платото Корат на места под 900 mm, в планинските райони по границите с Мианмар, Лаос и Камбоджа, до 3000 mm, а на някои места и повече.

### Води
Най-голямо значение за живота на страната има многоводната река Чао Прая (Менам) и нейните притоци, водите на които се използват за напояване и местно корабоплаване. По източните и, частично, по североизточните граници на Тайланд протича река Меконг, а нейният десен приток Мун дренира платото Корат. По западната граница с Мианмар преминава малък участък от река Салуин. Подхранването на тайландските реки е предимно дъждовно и те пренасят голямо количество наноси. Режимът им е мусонен, с пълноводие през септември и октомври, когато повишават нивата си с 5 – 10 m. През този период в Менамската низина и в източните части на платото Корат се случват големи наводнения. На река Пинг и в басейна на река Мун са изградени големи язовири (Бху Ми Бол, Убонратна, Лампау). Езерата са малко, като най-голямото Тхалелуанг е разположено на полуостров Малака.

### Почви, растителност, животински свят
Около 60% от територията на Тайланд е заета от гори. На полуостров Малака и по външните склонове на околовръстните планини на платото Корат растат труднопроходими многоетажни (височина до 50 – 60 m) влажни субекваториални гори развити върху латеритни червеноземни и жълтоземни почви, отличаващи се с огромното си разнообразие от видове (около 10 хил.) от семействата на диптерокарповите, фикусите, мимозите, панданусите, палмите, бананите и др., многочислени папрати, лиани, епифити и бамбуци. На север големи площи са заети от тропически гори, с участието на тиково, салово и червено дърво върху червеноземни почви. На подветрените склонове в северните и централни райони, а също и на платото Корат върху канелени почви са разпространени мусонни гори, съставени от дъб, бор и др., с опадващи листа през сухия период на годината. На юг значителна роля имат бамбуковите гори, а на платото Корат – високотревистите савани и храсталаци върху червено-кафяви, на места засолени почви. По долините на реките са разпространени галерийни гори, развити върху алувиални и ливадни почви. По морското крайбрежие на места се срещат мангрови гори и насаждения от палмата нипа.
Територията на Тайланд попада в Индо-Малайската зоогеографска област. От големите животни най-характерни са: слон (в голямата си част опитомен), човекообразна маймуна (гибон), лемур, малайска мечка, тигър, леопард, тапир, дива свиня. В саваните обитават биковете гаур и бантенг, а в горите на север – елени и антилопи. От гризачите най-характерни са белките. Сред птиците най-многочислени са фазаните, пауните, папагалите, дивите кокошки. В блатистите места обитават чапли, червеноклюнест жерав. Срещат се прилепи, в т.ч. плодоядни. Змиите наброяват около 100 вида (питон, кралска кобра и др.), 75 вида гущери, над 500 вида пеперуди. Реките са богати на риба (най-вече от семейството на карповите) и няколко вида крокодили. В крайбрежните води на Тайландския залив промишлено значение има уловът на селда и скумрия.